# Йорктаун (Техас)
Йорктаун (англ. Yorktown) — місто (англ. city) в США, в окрузі Девітт штату Техас. Населення — 1810 осіб (2020).

## Географія
Йорктаун розташований за координатами 28°58′58″ пн. ш. 97°30′18″ зх. д. / 28.98278° пн. ш. 97.50500° зх. д. (28.982811, -97.505025).  За даними Бюро перепису населення США в 2010 році місто мало площу 4,48 км², уся площа — суходіл.

## Демографія
Згідно з переписом 2010 року, у місті мешкали 2092 особи в 832 домогосподарствах у складі 526 родин. Густота населення становила 467 осіб/км².  Було 1026 помешкань (229/км²).
Расовий склад населення:
| - 81,1 % — білих - 2,8 % — чорних або афроамериканців - 0,4 % — корінних американців - 13,3 % — осіб інших рас |

До двох чи більше рас належало 2,4 %. Частка іспаномовних становила 44,8 % від усіх жителів.
За віковим діапазоном населення розподілялося таким чином: 25,3 % — особи молодші 18 років, 55,2 % — особи у віці 18—64 років, 19,5 % — особи у віці 65 років та старші. Медіана віку мешканця становила 41,0 року. На 100 осіб жіночої статі у місті припадало 91,6 чоловіків;  на 100 жінок у віці від 18 років та старших — 86,3 чоловіків також старших 18 років.
Середній дохід на одне домашнє господарство  становив 78 032 долари США (медіана — 36 803), а середній дохід на одну сім'ю — 109 221 долар (медіана — 65 341). Медіана доходів становила 41 125 доларів для чоловіків та 24 856 доларів для жінок. За межею бідності перебувало 15,8 % осіб, у тому числі 13,9 % дітей у віці до 18 років та 23,6 % осіб у віці 65 років та старших.
Цивільне працевлаштоване населення становило 806 осіб. Основні галузі зайнятості: освіта, охорона здоров'я та соціальна допомога — 27,9 %, сільське господарство, лісництво, риболовля — 15,3 %, будівництво — 10,4 %, публічна адміністрація — 9,1 %.